# Lista de bens tombados na Paraíba
A lista de bens tombados na Paraíba reúne itens do patrimônio histórico, cultural e, natural do estado brasileiro do Paraíba, que foram tombados em nível municipal por ...; em estadual por ... e, em nível federal realizados pelo IPHAN, no contexto de preservação do patrimônio histórico-cultural brasileiro.